# Xian de Ceheng
Le xian de Ceheng (册亨县 ; pinyin : Cèhēng Xiàn) est un district administratif de la province du Guizhou en Chine. Il est placé sous la juridiction de la préfecture autonome buyei et miao de Qianxinan.

## Démographie
La population du district était de 205 289 habitants en 1999.